# Scorpaenodes elongatus
Scorpaenodes elongatus är en fiskart som beskrevs av Cadenat, 1950. Scorpaenodes elongatus ingår i släktet Scorpaenodes och familjen Scorpaenidae. Inga underarter finns listade i Catalogue of Life.